# Picea farreri
Picea farreri, C.N.Page & Rushforth, 1980, è una specie di peccio, appartenente alla famiglia delle Pinaceae, endemica dello Yunnan occidentale (Monti Gaoligong), in Cina, e di una piccola area montana del Myanmar al confine settentrionale.

## Etimologia
Il nome generico Picea, utilizzato già dai latini, potrebbe, secondo un'interpretazione etimologica, derivare da Pix picis = pece, in riferimento all'abbondante produzione di resina. Il nome specifico farreri fu assegnato in onore del botanico britannico Reginald John Farrer, che collezionò per primo la specie durante un'esplorazione in Birmania.

## Descrizione

### Portamento
Albero alto 30-35 m, con unico tronco di 60-70 cm di diametro, a chioma ampiamente conica. I rami del primo ordine sono lunghi, slanciati, orizzontali o rivolti in basso, pendenti, quelli del secondo ordine sono sempre lunghi, snelli e pendenti; i virgulti, snelli e cadenti, sono di colore marrone-olivaceo , poi marrone-arancione, con scanalature prominenti, inizialmente con pubescenze sparpagliate, poi glabri. I pulvini, poco sviluppati, sono lunghi 0,6-1 mm, pubescenti, arancioni-marroni, disposti a 40°-60° rispetto all'asse del virgulto.

### Foglie
Le foglie sono aghiformi, verdi-glauche o verdi superiormente, con due bande candide di stomi inferiormente, lineari, dritte o lievemente ricurve, con pagina superiore convessa e pagina inferiore piatta, con punta acuta e lievemente pungente, lunghe 1,8-2,3 cm; hanno 5-6 linee di stomi nella pagina inferiore. Le gemme sono ovoidali-coniche, leggermente resinose e lunghe 4-5 mm; hanno perule ottuse,   persistenti per anni e di colore nocciola o marrone-purpureo.

### Fiori
Sono strobili maschili ascellari, lunghi 1,5-2,5 cm, di colore giallastro.

### Frutti
I coni femminili sono ellissoidali-cilindrici, con peduncolo obliquo lungo 5 mm, prima eretti e poi pendenti a maturazione, lunghi 6-12 cm e larghi 2,5-4,5 cm, con apice ottuso,  inizialmente verdi o verdi-purpurei, poi marroni scuri a maturazione. I macrosporofilli, lunghi 12-22 mm e larghi 8-15 mm, sono obovati-oblunghi, leggermente convessi, con superficie liscia, finemente striata e ondulata, glabra; le loro brattee sono rudimentali, ligulate, lunghe 2-3 mm, interamente nascoste. I semi sono marroni, oblunghi-ovoidali, con punta stretta, lunghi 4 mm, con parte alata di 13-15 mm, di colore marrone-arancione lucido.

### Corteccia
La corteccia è di grigio o grigio-marrone, rugosa e divisa in placche irregolari.

## Distribuzione e habitat
Vegeta ad altitudini comprese tra i 2400 e i 2700 m, su suoli calcarei. Il clima di riferimento è fresco umido, con abbondanti precipitazioni monsoniche. Si ritrova in piccole formazioni forestali pure, con sottobosco di bamboo e ginepri. A quote meno elevate talvolta si mischia con specie del genere Larix, Tsuga dumosa e Pinus armandii.

## Tassonomia
Descritta talvolta come varietà di P. brachytyla ((Eckenwalder 2009), viene attualmente classificata come specie distinta.

## Usi
Il suo legno viene utilizzato solo localmente in edilizia. Rarissima in orti e giardini botanici, Page e Rushforth scoprirono l'unico esemplare coltivato nel 1979, nell'Hampshire.

## Conservazione
Specie molto rara e localizzata, con solo 2-3 sub-popolazioni conosciute, con un areale primario di 20 km². Non si conoscono dettagli certi sull'impatto provocato dalla deforestazione e per questo motivo viene classificata come specie vulnerabile nella Lista rossa IUCN, suscettibile di future variazioni.